# Monoblastus bicolor
Monoblastus bicolor är en stekelart som beskrevs av Henry Keith Townes, Jr. 1992. Monoblastus bicolor ingår i släktet Monoblastus och familjen brokparasitsteklar. Inga underarter finns listade i Catalogue of Life.